# Parachartergus tomentosus
Parachartergus tomentosus är en getingart som beskrevs av Willink 1959. Parachartergus tomentosus ingår i släktet Parachartergus och familjen getingar. Inga underarter finns listade i Catalogue of Life.